# 보은 법주사 괘불탱
법주사 괘불탱(法住寺 掛佛幀)은 충청북도 보은군 속리산면, 법주사에 있는 조선시대의 탱화이다. 1997년 8월 8일 대한민국의 보물 제1259호로 지정되었다.

## 개요
괘불이란 야외에서 큰 법회나 의식을 열 때 쓰이는 대형불화를 말하며, 이 불화는 보살 형태의 단독상을 화면 전체에 꽉 차게 그려 넣은 것이다. 
보살상은 양 손으로 꽃가지를 받치고 서 있는 모습으로 상체를 크게 묘사한 반면 하체는 짧게 나타냈다. 머리에는 산(山) 모양의 화려한 장식이 달린 보관(寶冠)을 쓰고 있으며 네모진 얼굴을 하고 있다. 양쪽 어깨를 감싼 옷은 다양한 무늬로 장식되어 있고, 광배(光背)는 머리 광배와 몸광배를 구분하여 큼직하게 그렸다. 몸광배 안에는 꽃무늬, 구름무늬 등을 그려 공간을 채우고 있는데 옷의 화려한 무늬들과 어우러져 부처님 세계의 정경을 보는 것처럼 느껴진다. 광배 위쪽으로는 구름이 감싸고 있고 화면의 가장 윗부분은 흰 광선이 소용돌이를 이루면서 걸쳐져 있다. 
전체적인 비례가 잘 이루어지지는 않았으나 묵중하고 중후한 느낌을 보여주며 다양한 문양과 장식, 밝고 선명한 원색과 중간색을 적절히 사용하여 화려하고 밝은 분위기를 느끼게 한다. 참여한 많은 인물들과 함께 법주사 창건 배경과 당시의 불교 사상을 파악할 수 있는 글이 남아 있어 더욱 중요하게 여겨지는 작품이다.

## 참고 자료
- 보은 법주사 괘불탱 - 국가유산청 국가유산포털